# Ectomocoris
Ectomocoris is een geslacht van wantsen uit de familie van de Reduviidae (Roofwantsen). Het geslacht werd voor het eerst wetenschappelijk beschreven door Gustav Mayr in 1865.

## Soorten
Het genus bevat de volgende soorten:

- Ectomocoris abdominalis Villiers, 1948
- Ectomocoris amseli Hoberlandt, 1961
- Ectomocoris angusticeps Miller, 1948
- Ectomocoris apicimaculatus Distant, 1919
- Ectomocoris areolatus Villiers, 1963
- Ectomocoris assabensis Horváth, 1914
- Ectomocoris atrox (Stål, 1855)
- Ectomocoris australicus (Reuter, 1881)
- Ectomocoris bannaensis Ren, 1990
- Ectomocoris basra Linnavuori, 1972
- Ectomocoris biguttatus Schouteden, 1909
- Ectomocoris biguttulus Stål, 1870
- Ectomocoris bimaculatus Schouteden, 1909
- Ectomocoris binotatus Malipatil, Liu & Cai, 2023
- Ectomocoris borealis Malipatil, Liu & Cai, 2023
- Ectomocoris brachypterus (Gerstaecker, 1892)
- Ectomocoris brooksi Miller, 1941
- Ectomocoris brumalis Miller, 1958
- Ectomocoris burgeoni Schouteden, 1931
- Ectomocoris caccabatus Swanson, 2019
- Ectomocoris cangyuanensis Ren, 1990
- Ectomocoris caucasicus Linnavuori, 1961
- Ectomocoris cheribonensis Miller, 1940
- Ectomocoris chiragra (Fabricius, 1803)
- Ectomocoris cognatus Miller, 1954
- Ectomocoris cordatus (Wolff, 1804)
- Ectomocoris cordiger Stål, 1866
- Ectomocoris costatus Miller, 1954
- Ectomocoris cruciger (Fabricius, 1803)
- Ectomocoris cuneatus (Schouteden, 1931)
- Ectomocoris cyaneus (Stål, 1863)
- Ectomocoris decoratus (Stål, 1863)
- Ectomocoris discoloripes (Reuter, 1881)
- Ectomocoris dispar Miller, 1940
- Ectomocoris distanti Cai & Lu, 1991
- Ectomocoris elegans (Fabricius, 1803)
- Ectomocoris erebus (Distant, 1903)
- Ectomocoris fasciola (Reuter, 1881)
- Ectomocoris fenestratus (Klug, 1830)
- Ectomocoris flavipennis Reuter, 1881
- Ectomocoris flavomaculatus Stål, 1870
- Ectomocoris fugitivus Miller, 1950
- Ectomocoris fuscatus Malipatil, Liu & Cai, 2023
- Ectomocoris fuscifemoralis Malipatil, Liu & Cai, 2023
- Ectomocoris gangeticus (Bergroth, 1894)
- Ectomocoris gerstaeckeri (Bergroth, 1894)
- Ectomocoris gracilis Miller, 1958
- Ectomocoris grandidieri Villiers, 1964
- Ectomocoris gratiosus Miller, 1956
- Ectomocoris hainanensis Ren, 1990
- Ectomocoris horridus (Kirby, 1891)
- Ectomocoris infuscatus Miller, 1954
- Ectomocoris insignis (Bolivar, 1879)
- Ectomocoris interiorius Malipatil, Liu & Cai, 2023
- Ectomocoris jordanensis Linnavuori, 1961
- Ectomocoris klugi Schouteden, 1909
- Ectomocoris laevicollis Villiers, 1964
- Ectomocoris lamottei Villiers, 1948
- Ectomocoris lativentris Breddin, 1912
- Ectomocoris latus Malipatil, Liu & Cai, 2023
- Ectomocoris leucodermus Horváth, 1914
- Ectomocoris limbatus Miller, 1952
- Ectomocoris longruiensis Ren, 1990
- Ectomocoris luridus (Klug, 1830)
- Ectomocoris luteolus Malipatil & Liu, 2023
- Ectomocoris maculicrus (Fairmaire, 1858)
- Ectomocoris major Malipatil & Liu, 2023
- Ectomocoris maldonadoi Cai & Lu, 1991
- Ectomocoris mbaya Jeannel, 1916
- Ectomocoris melanogaster (Fieber, 1861)
- Ectomocoris melanopterus Distant, 1919
- Ectomocoris menglaensis Ren, 1990
- Ectomocoris mimomyrmix Miller, 1951
- Ectomocoris montanus Villiers, 1948
- Ectomocoris morosus (Gerstaecker, 1892)
- Ectomocoris myriamae Bérenger, 1995
- Ectomocoris myrmecoides Jeannel, 1916
- Ectomocoris nemrod Dispons, 1970
- Ectomocoris nigeriensis Villiers, 1967
- Ectomocoris nigrochripes Murugan & Livingstone, 1994
- Ectomocoris ochronigrescens Moulet, 2000
- Ectomocoris ochropterus Stål, 1866
- Ectomocoris olthofi Miller, 1958
- Ectomocoris ornatellus Schouteden, 1909
- Ectomocoris ornatus (Stål, 1863)
- Ectomocoris patricius (Stål, 1866)
- Ectomocoris pauliani Villiers, 1964
- Ectomocoris picturatus Distant, 1919
- Ectomocoris pictus Distant, 1902
- Ectomocoris poneroides Miller, 1950
- Ectomocoris pretiosus Schouteden, 1931
- Ectomocoris proximus Miller, 1952
- Ectomocoris quadriguttatus (Fabricius, 1781)
- Ectomocoris quadrimaculatus (Serville, 1831)
- Ectomocoris royi Villiers, 1963
- Ectomocoris rufifemur (Walker, 1873)
- Ectomocoris sansibaricus Reuter, 1881
- Ectomocoris sculpticollis Villiers, 1964
- Ectomocoris semilugens Horváth, 1914
- Ectomocoris signoreti Lethierry & Severin, 1891
- Ectomocoris simulans Distant, 1919
- Ectomocoris spinosus Malipatil, Liu & Cai, 2023
- Ectomocoris steini Reuter, 1881
- Ectomocoris tibialis Distant, 1904
- Ectomocoris trimaculatus (Fallou, 1891)
- Ectomocoris trinotatus Schouteden, 1909
- Ectomocoris truculentus (Stål, 1863)
- Ectomocoris tuberculatum Livingstone & Murugan, 1988
- Ectomocoris ululans (Rossi, 1790)
- Ectomocoris varipes Miller, 1950
- Ectomocoris velox Miller, 1950
- Ectomocoris vicinus Villiers, 1964
- Ectomocoris vishnu Distant, 1904
- Ectomocoris xanthopus (Schaum, 1853)
- Ectomocoris xavierei Vennison & Ambrose, 1990
- Ectomocoris yayeyamae (Matsumura, 1913)
- Ectomocoris yunnanensis Ren, 1990
- Ectomocoris zambiensis Villiers, 1973
- Ectomocoris zhejiangensis Ren, 1990
- Ectomocoris zhui Ren, 1990